# BTV Action
bTV Action es un canal de televisión privado de Bulgaria, perteneciente a bTV Media Group. Se trata de un canal dirigido al público masculino.

## Historia
En 1997 se fundó TOP TV en Shumen. En los años siguientes, el canal extendió su red al resto del país. En 2002, la cadena de televisión fue suspendiendo emisiones por el país, cerrando oficialmente en 2004.
En 2005, la empresa propietaria fue adquirida y transformada en CTN, que comenzó a emitir el 1 de marzo de 2006. Al año siguiente, el canal se revendió y se transformó en TV2, empezando a emitir el 27 de noviembre de 2007. Sin embargo, en 2008, la empresa Central European Media Enterprises (CME) adquirió el canal junto con Ring TV. El 4 de julio de 2009, TV2 cambió su nombre a PRO.BG, similar al canal rumano de CME, PRO TV.
En 2010, CME adquirió bTV Media Group y el 22 de enero de 2011 PRO.BG pasó a llamarse bTV Action.
Desde el 7 de octubre de 2012 emite en HD.

## Programación
bTV Action está dirigido al público masculino. Emite series, películas, documentales y deportes.
- Graceland
- NCIS: Hawái'i
- The Walking Dead
- Bones
- Monk
- Fire Country
- S.W.A.T
- Supernatural
- Liga de Campeones de la UEFA (junto con RING y MAX Sport)
- Liga Europa de la UEFA (junto con RING y MAX Sport)
- Liga de Campeones de voleibol
- Supercopa de la UEFA
- Copa del Rey (junto con RING)
- Serie A (junto con RING)
- Liga Conferencia de la UEFA
- Liga Italiana de Voleibol